# 鳶尾花 (梵谷)
《鳶尾花》（Irises）是荷蘭畫家文生·梵谷的一幅作品，创作于去世的前一年1889年5月，当时梵高進了法國圣雷米的聖保羅精神病院，在那里畫成。作品现收藏在美國加州保羅·蓋蒂博物館。
1889年5月，梵谷在進入精神病院的一個月內開始繪製《鳶尾花》，並在在醫院花園進行繪製中工作。《鳶尾花》的構圖缺乏他後期作品中所見的高度張力。在此期間，他稱繪畫為「我疾病的避雷針」，因為他覺得繼續繪畫可以讓自己不至於發瘋。
這幅畫可能受到日本浮世繪、木刻版畫的影響，就像他的許多作品和當時其他藝術家的品一樣。作品強調的相似之處在於強烈的輪廓、不尋常的角度，包括特寫視圖，以及平坦的局部顏色。《鳶尾花》充滿了柔和和輕盈。以及充滿生機，沒有悲劇的感覺。
梵高的兄弟西奧認為《鳶尾花》的作品調性較好，並迅速將其與《羅納河上的星夜》提交給1889年9月的法國獨立藝術家協會年度展覽，他寫信給展覽的梵谷表示：「[它]從遠處就吸引著觀眾眼球。《鳶尾花》是一個充滿空氣和生命的美麗畫作。」《鳶尾花》也成梵谷最著名的作品之一。

## 歷史
《鳶尾花》的第一位主人是唐基老爹，他是一位油漆研磨師和藝術品經銷商，曾被梵谷畫過三次肖像畫。1892 年，唐基將《鳶尾花》賣給了藝術評論家和無政府主義者奥克塔夫·米尔博，後者也是梵高的首批鼓催者之一。米爾博為此支付了300法郎。
1987年，《鳶尾花》成為有史以來最昂貴的畫作，這個紀錄保持兩年半之久。當時龐雅倫以5,390萬美元的價格買下《鳶尾花》，但是後來龐雅倫沒有足夠的錢支付。《鳶尾花》後來於1990年再次出售給洛杉磯保罗·盖蒂博物馆。目前《鳶尾花》（截至2022年）的售價在通貨膨脹調整後是有史以來第31昂貴的畫作，如果忽略通貨膨脹的影響則排在第102位。

## 外部連結
- Van Gogh, paintings and drawings: a special loan exhibition （页面存档备份，存于）, a fully digitized exhibition catalog from The Metropolitan Museum of Art Libraries, which contains material on this painting (see index)
- Irises (Van Gogh) （页面存档备份，存于） - Check123 - Video Encyclopedia (video)